# Heinkel He 66
El Heinkel He 66 fue la versión de exportación del bombardero en picado Heinkel He 50, en sus versiones He 50b para Japón y He 50aCh y He 50bCh para China. Basándose en su diseño, en Japón se desarrolló el Aichi D1A. 

## Historia y desarrollo
Versión de exportación del He 50, del que se diferenciaba por una serie de pequeños cambios, siendo la más llamativa de ella la aplicación de una Cubierta NACA en su motor.Fue adoptado por Min-Kung-Chun Kuo Chung-Hua , la de la aviación militar de la República de China que lo usó durante la segunda guerra sino-japonesa.
El proyecto He 66 fue esencialmente una adaptación del He 50 a las especificaciones requeridas por la República de China. Debido al origen común con el He 50, el He 66bCh permaneció brevemente en servicio en los departamentos de la Luftwaffe con las iniciales He 50b y que a menudo están unidas en la bibliografía histórica que induce a la confusión, y debido al notable parecido con el japonés Aichi D1A , fue uno de los pocos casos en que un modelo casi idéntico  luchó en frentes opuestos.
A principios de la década de 1930, la Armada Imperial japonesa emitió una especificación para suministrar un nuevo modelo de bombardero de buceo para equipar a sus departamentos. En 1931 contactó con la compañía Heinkel a la que invitó a proponer un proyecto que preveía el fuselaje con dos asientos en tándem, un tren de aterrizaje equipado con ruedas o con flotadores para una versión hidroavión y que pudiera llevar una carga de bombas de hasta 250 kg y que poder err  catapultado para el despegue en mar abierto. Para satisfacer estas necesidades en el verano de 1931 se preparó el primer prototipo, el He 50aW, una versión hidroavión.
El He 50 adoptó la técnica mixta entonces usual, es decir, la estructura en tubos de acero soldados cubiertos con tela y madera contrachapada, con un fuselaje de sección rectangular y se caracterizó por la configuración de ala biplana con las alas superior e inferior de igual tamaño y construidas de madera y contrachapado y ambas equipadas con alerones. La estructura también se mantuvo en el tercer prototipo, derivado de He 50aL, que asumió la designación HD 66 y fue enviado a la firma Aichi Tokei Denki para presentarlo a las autoridades militares de la marina imperial. Estos aprobaron la producción en serie identificándola como Aichi D1A .
También la República de China había mostrado interés en el modelo como parte de la necesaria modernización de su flota de aviones. El avión fue presentado a las autoridades militares chinas que, en los primeros meses de 1934, decidieron comprar 12 copias del modelo; Sin embargo, a pesar de que se había concedido el permiso de exportación relativo al avión, el Reichsluftfahrtministerium (RLM) impuso la restricción de no proporcionar el motor radial  Siemens-Halske Sh 22 de 9 cilindros refrigerado por aire que se esperaba instalar. Debido al veto, Heinkel y los representantes chinos decidieron introducir algunos cambios y la propulsión fue confiada a un Siemens Jupiter VIIF de 480 hp (353 kW), la versión del Bristol Jupiter fabricado bajo licencia en Alemania, colocado en el vértice frontal del fuselaje sin ningún capó. Los aviones modificados e identificados como He 66aCh, llegaron a la República de China durante 1934.

## Variantes
He 50aW
Primer prototipo construido como hidroavión, impulsado por un motor en línea Junkers L5 de 291 kW (390 CV) , muy dañado en un aterrizaje forzoso.
He 50aL
Segundo prototipo como un avión terrestre, impulsado por un 365 kW (490 CV) Siemens Jupiter VI ( Gnome-Rhone / Bristol ) motor radial .
He 50b
El tercer prototipo designado HE 66 para la exportación a Japón, tres más completados para la evaluación alemana, impulsado por un Bramo 322 B radial de 373 kW (600 CV) .
He 50a
Bombardero en picado y, versión de reconocimiento para la Luftwaffe , 60 aviones construidos.
He 50l
Rediseñado del modelo de producción HE 50A , Heinkel produjo 25, Flugzeugwerke produjo 35, impulsado por un Siemens Bramo 322B radial de 373 kW (600 hp).
He 66aCh
12 exportados a China, impulsados por un radial Siemens Jupiter de 358 kW (480 hp).

## Especificaciones

### Características generales
- Tripulación: 2 (piloto, observador-artillero)
- Longitud: 9,60 m
- Envergadura: 11,50 m
- Altura: 4,40 m
- Superficie alar: 34,80 m²
- Peso vacío: 1.600 kg
- Peso máximo al despegue: 2.620 kg
- Planta motriz: 1× Bramo 322B, radial de 9 cilindros.
  - Potencia: 485 kW (650 HP; 659 CV)

### Rendimiento
- Velocidad máxima operativa (Vno): 235 km/h
- Alcance: 600 km
- Techo de vuelo: 6.400 m

### Armamento
- Ametralladoras: 1× MG15 de 7,92 mm sobre afuste flexible
- Bombas: 250 kg de bombas

- Datos: Q3784405